# Hamonville
Hamonville ist eine französische Gemeinde mit 97 Einwohnern (Stand: 1. Januar 2022) im Département Meurthe-et-Moselle in der Region Grand Est (vor 2016: Lothringen). Sie gehört zum Arrondissement Toul und zum Kanton Le Nord-Toulois. Die Einwohner werden Hamonvillois genannt.

## Geografie
Hamonville liegt etwa 35 Kilometer nordwestlich von Nancy. Umgeben wird Hamonville von den Nachbargemeinden Mandres-aux-Quatre-Tours im Westen und Norden, Bernécourt im Nordosten, Grosrouvres im Osten, Ansauville im Osten und Südosten sowie Royaumeix im Südosten und Süden. 

## Bevölkerungsentwicklung
| Jahr                       | 1962 | 1968 | 1975 | 1982 | 1990 | 1999 | 2006 | 2019 |
| Einwohner                  | 53   | 54   | 55   | 64   | 132  | 122  | 105  | 100  |
| Quellen: Cassini und INSEE |      |      |      |      |      |      |      |      |

## Sehenswürdigkeiten
- Kirche Saint-Mansuy, nach 1918 wieder errichtet

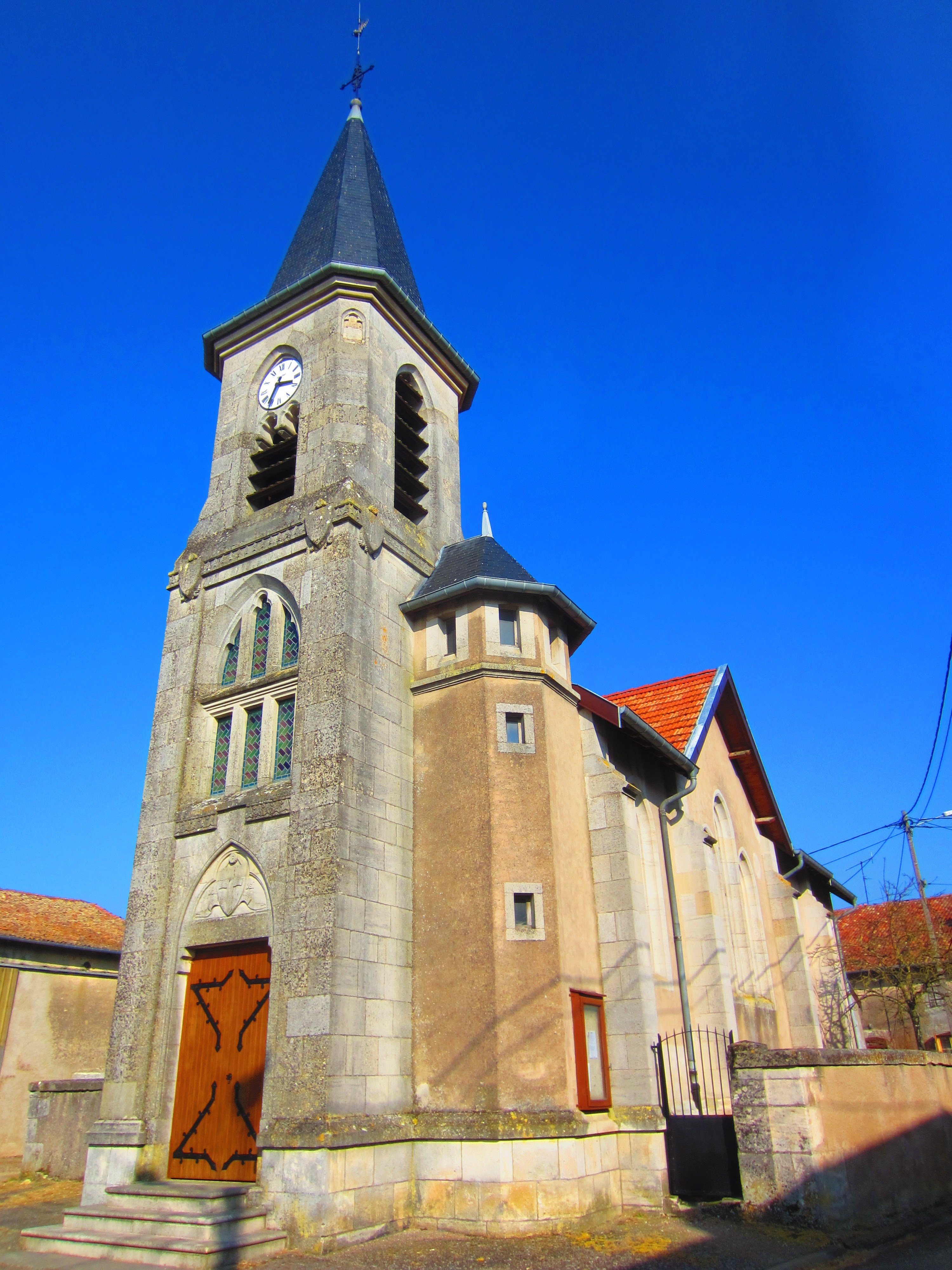
Kirche Saint-Mansuy